# Koppe calciphila
Koppe calciphila là một loài nhện trong họ Corinnidae.
Loài này thuộc chi Koppe. Koppe calciphila được Christa L. Deeleman-Reinhold miêu tả năm 2001.